# Baffinia multisetosa
Baffinia multisetosa är en ringmaskart som beskrevs av Elise Wesenberg-Lund 1950. Baffinia multisetosa ingår i släktet Baffinia och familjen Terebellidae. Inga underarter finns listade i Catalogue of Life.